# STNet
株式会社STNet（エスティネット、STNet, Incorporated）は、香川県高松市に本店を置く、電気通信事業者の一つで、システムインテグレーター（ユーザー系）である。四国電力系列の電力系通信事業者で、四国地方を拠点としている。

## 概要
SI（情報システム開発）事業からデータセンターなどのプラットフォーム事業、さらには法人・個人向け通信事業まで、異なる分野のサービスを幅広く事業展開している。事業展開は四国内のみにとどまらず、東京にも営業部門、システム開発部門をおいて、主に四国外の企業向けの営業や情報システム開発を行っている。
通信事業については、法人向けサービスを主に提供していたが、2004年10月に個人向けの光ブロードバンドサービス「Pikara（ピカラ）」を開始、2016年2月にモバイルサービス「pikaraモバイル（ピカラモバイル）」を開始するなど、個人向けサービスも拡大してきた。研究開発部を設置し、自治体と共同でIoTを活用した「水位確認システム」などの実証実験を行うなど、IoTやAIを中心に研究を行っており、地域課題の解決に取り組んでいる。
また、各種認証の取得にも積極的に取り組んでおり、ISO 9001（品質マネジメントシステム）やJISQ15001（プライバシーマーク制度）、ISO27001（情報セキュリティマネジメントシステム認証）、ISO20000（ITサービスマネジメントシステム）などの認証を相次いで取得。これらにより、同社は製品品質や個人情報などの情報セキュリティ、ITサービスに関しての信頼性は高い。

## 沿革
- 1984年（昭和59年）7月 - 四国電力の情報システム部門から分離独立して、株式会社四電情報ネットワークサービスを設立。
- 1989年（平成元年）
  - 7月 - 株式会社四国情報通信ネットワーク（略称：STNet）に社名変更。
  - 10月 - 第1種電気通信事業を開始
- 1992年（平成4年）5月 - 高松市春日町に情報通信センター（現本店ビル）を開設。
- 1996年（平成8年）
  - 2月 - 完全子会社として株式会社ネットウェーブ四国を設立、個人向けISPサービスを開始。
  - 11月 - 東京営業所（現・首都圏営業部）設置。
- 1997年（平成9年）
  - 4月 - 全国の電力系通信事業者との相互接続により全国への専用サービスを開始。
  - 10月 - 法人向けインターネットサービス（STCN）を開始。
- 1999年（平成11年）3月 - 資本金を100億円に増資。
- 2000年（平成12年）10月 - 品質マネジメントシステム（ISO9001）の認証を取得。
- 2001年（平成13年）6月 - 広域イーサネットサービス（ST-WAN）開始。
- 2002年（平成14年）
  - 2月 - プライバシーマーク制度（JISQ15001）の認証を取得。
  - 3月1日 - アステル四国からPHS事業を譲受。
  - 4月 - 株式会社STNetに社名変更。
  - 8月 ｰ 情報セキュリティマネジメントシステムの認証取得。
- 2004年（平成16年）10月 - 個人向け光サービス「ピカラ光ネット」「ピカラ光でんわ」開始。ネットウェーブ四国を合併。
- 2005年（平成17年）5月 - アステル四国PHSサービスを終了。全国で7社目の撤退。
- 2006年（平成18年）10月 - 小規模法人向けインターネットサービス「お仕事ピカラ」サービス開始。
- 2010年（平成22年）10月 - クラウドサービス「STクラウドサーバー」開始。
- 2012年（平成24年）4月 - 法人向け高速インターネットサービス「STIA」開始。
- 2013年（平成25年）12月 - 新高松データセンター「Powerico（パワリコ）」サービス開始。
- 2014年（平成26年）
  - 5月 - ITサービスマネジメントシステム（ITSMS）の認証（新高松データセンター）を取得。
  - 8月 - 情報セキュリティ適合証（JQAIS0011)の認証（新高松データセンター）を取得。
- 2015年（平成27年）
  - 3月 - マンション向け電力提供サービス「STあんしん電力」を開始。
  - 8月 - 香川県立丸亀競技場の命名権を取得（契約期間：2015年9月1日から2020年8月31日までの5年間）。愛称は「Pikaraスタジアム」、略称は「ピカスタ」[2]。
  - 12月 - 環境マネジメントシステム（EMS）の認証（新高松データセンター）を取得。
- 2016年（平成28年）2月 - モバイルサービス「Fiimo（フィーモ）」（現・ピカラモバイル）を開始。
- 2019年（令和元年）11月 - 新高松データセンター第2棟「Powerico-S」サービス開始。

## 事業概要

### 法人向け通信事業
電気通信事業法をはじめとした電気通信制度の変革が進んでいた1989年10月に、電力系通信事業者のひとつとして第1種電気通信事業（当時）に参入した。当初は専用線サービスが中心であったが、ユーザーニーズがIP系サービスへと移行するのに伴い、法人向けインターネット接続サービスのSTIA、広域イーサネットサービスのST-WANが主力商品となっている。2006年10月には、四国内の事業所数の約9割を占める中小規模事業所をターゲットにした光インターネット／光IP電話サービス「お仕事ピカラ」の提供を開始し、契約数を伸ばしている。

### 個人向け通信事業
1996年2月に100%子会社の株式会社ネットウェーブ四国を設立してインターネット接続（ISP）サービスを開始し、2001年3月にはADSLメニューも開始した。その後のブロードバンド化の流れの中で、2004年10月には光ファイバー（FTTH）で提供するインターネットと電話サービス「Pikara（ピカラ）」を開始。
2018年12月には、RBB TODAY主催の「ブロードバンドアワード2018　キャリア部門（四国）」で、一般ユーザーから好評価を得ている。
こうしたことが反映され、2018年2月には、契約者数が25万件契約となり、順調に契約数を伸ばしている。

### ピカラモバイル （旧・Fiimo（フィーモ））
2016年2月に個人/法人向けMVNOサービス「Fiimo（フィーモ）」を開始した。オプテージ（関西電力系）がMVNEとして回線を提供している。
プランはau回線を使ったAプランとNTTドコモ回線を使ったDプランから選択できる。四国を中心に販売活動を行っており、Fiimo直営ショップは6店舗展開している。
2022年7月1日よりサービス名称が「ピカラモバイル」に変更された。

### あんしん電力
2015年3月に、マンションの入居者向けに電気を提供するサービス「STあんしん電力」サービスを開始した。同サービスは、電力会社（四国電力）から、単価の安い高圧電力を一括購入し、変圧してマンションの各入居者に電気を提供している。

### システム開発事業
四国電力向けの業務システム開発・運用をはじめとして、法人向け業務用ソフトウェアの開発受託やERPソリューションの提供などを行っている。

### プラットフォーム事業
同社は、システム開発事業と通信事業の中間領域で、LANやデータセンターなどの利用基盤構築、セキュリティやクラウドサービスなど、業務システムや通信サービスを利用するためのIT業務基盤を提供する事業を「プラットフォーム事業」と呼んでいる。
主には、データセンターがあり、2013年12月に新高松データセンター（Powerico－N）を建設し、ハウジングやシステム監視・保守などのサービスを提供している。また、Powerico－Nの南側に同規模の収容ラック能力を持つPowerico－Sを建設し、2019年11月よりサービスを開始している。

## STNet中期戦略
同社は、事業の方向性を示す中期戦略を5年ごとに策定しており、これまで個人向け光サービス「ピカラ」や新高松データセンター「Powerico」をはじめとする事業の発展・拡大に取り組んできた。
その一方、社会・生活・産業におけるデジタル化の進展に伴いデータ活用が飛躍的に拡大・発展し、ICT（情報通信技術）が「データインフラ」として重要な役割を担う「データ駆動社会」の到来が予見されており、なかでも通信市場では、通信と放送の融合や上位レイヤー（ソフトウェア）と通信役務の一体化が進展するなど、業界構造そのものの変化が進んでいる。
このような背景を踏まえ、同社は、2019年4月に中期戦略を策定した。